# Hueso de jamón

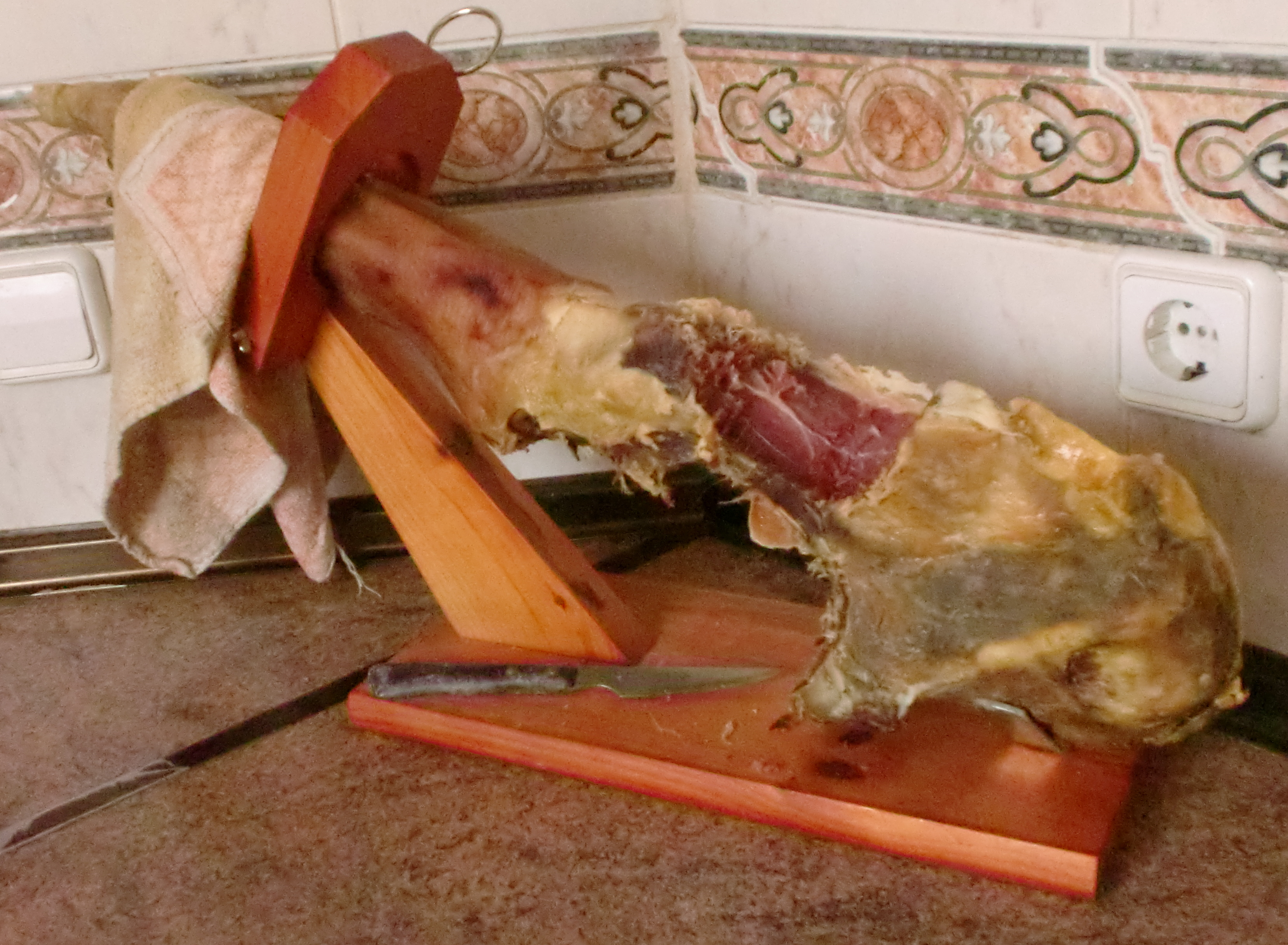
El jamón en su fase final de consumo, es empleado para recolectar sus huesos.

El hueso del jamón es considerado en algunas cocinas, como la española como un ingrediente culinario. Se considera como hueso a los perniles de cerdo y constan de los huesos coxales (denominado también como «hueso del puente»), fémur, tibia y peroné, tarso, metatarso y huesos falangianos, así como de la masa muscular que los envuelve, vasos, nervios y demás. Cada pernil suele tener entre un 5% y un 10% de su peso en hueso. Suele emplearse en la elaboración de los cocidos más diversos, debido al sabor característico que proporciona su tuétano a los caldos. Suele consumirse pronto debido a la capacidad que posee de ponerse rancio. 

## Usos
Los usos culinarios se centran en su empleo en cocidos diversos. Participa en el cocido madrileño, en las lentejas con jamón, en la fabada asturiana, en los michirones murcianos. En la preparación de la besamel de las croquetas de jamón. En muchos casos se suele deshuesar los jamones para realizar lacón. 